# Super Bowl VII
O Super Bowl VII foi um jogo de futebol americano entre o campeão da American Football Conference (AFC), Miami Dolphins, e o campeão da National Football Conference (NFC), Washington Redskins, para decidir o campeão da National Football League (NFL) da temporada de 1972. Os Dolphins derrotaram os Redskins por 14-7 e se tornaram o primeiro e ainda o único time na história da NFL a completar uma temporada perfeita e invicta. O jogo foi disputado em 14 de janeiro de 1973 no Los Angeles Memorial Coliseum em Los Angeles, na segunda vez em que o Super Bowl foi disputado naquela cidade. No pontapé inicial a temperatura era de 29 °C, tornando o Super Bowl mais quente.
Esta foi a segunda aparição do Super Bowl dos Dolphins depois de perder o Super Bowl VI. Eles tiveram um recorde invicto de 14-0 na temporada regular. Os Redskins estavam fazendo sua primeira aparição no Super Bowl depois de terem um recorde de 11-3 na temporada regular.
O Super Bowl VII foi amplamente dominado pelos Dolphins e é o segundo Super Bowl de menor pontuação até hoje, com um total de apenas 21 pontos (3 touchdowns e 3 pontos extras), atrás do 13-3 no Super Bowl LIII.
O Safety dos Dolphins, Jake Scott, foi eleito o MVP da partida. Ele registrou duas interceptações para 63 jardas, incluindo um retorno de 55 jardas durante o 4º quarto. Scott tornou-se o segundo jogador defensivo na história do Super Bowl (depois do linebacker Chuck Howley no Super Bowl V) a ganhar um prêmio de MVP do Super Bowl.

## Antes do jogo
A NFL concedeu o Super Bowl VII a Los Angeles em 21 de março de 1972.

### Miami Dolphins
Os Dolphins ficaram invictos durante a temporada, apesar de perderem o quarterback titular. No quinto jogo da temporada regular, o titular Bob Griese sofreu uma fratura na perna direita e teve o tornozelo deslocado. Em seu lugar, Earl Morrall, de 38 anos, um veterano de 17 temporadas, levou o Miami à vitória em seus nove jogos restantes da temporada regular e foi o MVP da NFL em 1972.
Miami teve o mesmo núcleo de jovens jogadores que ajudou a equipe a avançar para o Super Bowl VI do ano anterior (O único jogador do Dolphins no Super Bowl VII com mais de 30 anos era Nick Buoniconti de 32 anos). Os Dolphins ainda tinham um poderoso ataque, liderado por Corry Csonka, Jim Kiick e Eugene "Mercury" Morris. Csonka liderou a equipe com 1.117 jardas e seis touchdowns, Kiick contribuiu com 521 jardas terrestre e cinco touchdowns além de 21 passes para 147 jardas e outro touchdown, Morris correu para 1.000 jardas, pegou 15 passes para 168 jardas, adicionou mais 335 jardas em retornos e totalizou 12 touchdowns. No geral, Miami bateu um recorde de 2.960 jardas em toda a temporada regular e se tornou o primeiro time a ter dois jogadores correndo para 1.000 jardas em uma temporada. Miami liderou a NFL em pontos marcados (385).
O receptor Paul Warfield mais uma vez foi uma opção de ameaça profunda e eficaz, pegando 29 passes para 606 jardas, uma média de 20,9 jardas por recepção. A linha ofensiva de Miami, liderada por Jim Langer e Larry Little, também foi um fator chave para a produção ofensiva dos Dolphins. O "No-Name Defense" de Miami (apelido inspirado pelo técnico do Dallas Cowboys, Tom Landry, quando não lembrava os nomes dos defensores dos Dolphins antes do Super Bowl), liderado por Nick Buoniconti, permitiu o menor número de pontos durante a temporada regular (171) e ficou em segundo lugar na NFL com 26 interceptações. Por causa de contusões dos jogadores defensivos, o coordenador Bill Arnsparger, criou o que ele chamou de defesa "53", na qual os jogadores trocavam de posição.
A temporada regular invicta dos Dolphins foi a terceira na história da NFL e a primeira da era pós-fusão. As duas equipes anteriores a fazê-lo, o Chicago Bears de 1934 e 1942, perderam os títulos da NFL daqueles anos. O Cleveland Browns também completou uma temporada perfeita em 1948, incluindo o título da NFL, quando eles faziam parte da All-America Football Conference (AAFC), mas este feito é reconhecido apenas pelo Hall da Fama do Futebol Americano Profissional (a NFL não oficialmente reconhecer quaisquer registros da AAFC).

### Washington Redskins
Logo após a conclusão da temporada de 1970, os Redskins contrataram George Allen como técnico principal, esperando que ele pudesse mudar a sorte da equipe. A filosofia de Allen era de que jogadores veteranos ganhavam jogos, então imediatamente após assumir o time, ele trocou a maioria dos membros mais jovens da equipe e os trocou por jogadores mais velhos e mais estabelecidos. Seu lema era "O futuro é agora". Washington rapidamente se tornou o time mais antigo da NFL e ganhou o apelido de "The Over The Hill Gang". A idade média dos titulares foi de 31 anos. A estratégia de Allen transformou os Redskins e eles terminaram a temporada de 1972 com um recorde de 11–3.
Washington foi liderado pelo quarterback de 33 anos, Billy Kilmer, que completou 120 de 225 passes para 1.648 jardas e 19 touchdowns e apenas 11 interceptações durante a temporada regular. O poderoso ataque terrestre dos Redskins contou com dois running backs: Larry Brown teve 1.216 jardas em 285 corridas, além de 32 passes para 473 jardas e 12 touchdowns, ganhando o Prêmio de MVP da NFL e o Prêmio de Jogador Ofensivo do Ano da NFL e Charley Harraway teve 567 jardas em 148 corridas. Os wides receivers Charley Taylor e Roy Jefferson deram ao time uma sólida e profunda ameaça combinando para 84 recepções com 1.223 jardas de recepção e 10 touchdowns.
Washington também teve uma defesa sólida liderada pelo linebacker Chris Hanburger (quatro interceptações, 98 jardas de retorno, um touchdown) e os cornerbacks Pat Fischer (quatro interceptações, 61 jardas de retorno) e Mike Bass (três interceptações, 53 jardas de retorno).

### Playoffs
Nos playoffs, Earl Morrall levou os Dolphins a uma vitória por 20-14 sobre o Cleveland Browns. No entanto, Bob Griese foi titular na segunda metade do AFC Championship Game e levou a equipe para uma vitória por 21-17 sobre o Pittsburgh Steelers.
Enquanto isso, os Redskins avançaram para o Super Bowl sem permitir um touchdown na vitória por 16 -3 sobre o Green Bay Packers ou na vitória por 26-3 no NFC Championship Game sobre o Dallas Cowboys.

### Notícias Pré-Super Bowl
Muito do hype pré-jogo foram acerca das chances dos Dolphins completarem uma temporada perfeita, bem como a controvérsia pela vaga de quarterback entre Griese e Morrall. Griese acabou sendo escolhido para ser titular no Super Bowl porque Shula se sentia mais confortável com Morrall como substituto apenas no caso de Griese ser ineficaz devido a sua recente inatividade. Miami também estava fortemente motivada para ganhar o Super Bowl depois de ter sido derrotada pelo Dallas Cowboys no Super Bowl VI. Escreveu Nick Buoniconti: "Não havia como perder o Super Bowl; não havia jeito". O treinador Don Shula, perdedor dos Super Bowls III e VI, também estava determinado a vencer. Embora Shula estivesse relaxado e encantador ao lidar com a imprensa, era tudo um ato; Jogadores dos Dolphins o descreveram como "neurótico" e "absolutamente louco". Ele também estava com gripe na semana do Super Bowl mas ele manteve em segredo.
Ainda assim, muitos apontaram os Redskins como favoritos a vencer o jogo por causa de seu grupo de veteranos chamado "Over the Hill Gang" e porque Miami tinha o que alguns consideravam uma agenda fácil (apenas dois adversários, Kansas City Chiefs e New York Giants conseguiram recordes positivo). Além disso, enquanto Washington havia esmagado facilmente os dois adversários dos playoffs, Miami havia derrotado por pouco os seus adversários.
George Allen tinha fama de espionar os adversários e por causa disso os Dolphins negligenciaram as instalações do Rams que a NFL designou, encontrando um campo mais seguro em uma faculdade comunitária local. Os funcionários dos Dolphins inspecionavam as árvores todos os dias em busca de espiões.
Allen estava extremamente tenso e nervoso com a imprensa na semana do Super Bowl e os acusou de arruinar a preparação de sua equipe. Allen cobrou tanto de seus jogadores nos treinos que os jogadores brincaram entre si que deveriam ter deixado Allen em Washington.

## Radiodifusão
O jogo foi transmitido nos Estados Unidos pela NBC sendo narrado por Curt Gowdy e sendo comentado por Al DeRogatis.
Este foi o primeiro Super Bowl a ser televisionado ao vivo na cidade em que estava sendo jogado. Apesar das regras da NFL que normalmente proibiriam a transmissão ao vivo de ser exibida localmente, a NFL permitiu que o jogo fosse televisionado na área de Los Angeles, em caráter experimental, quando todos os ingressos para o jogo foram vendidos. A liga então mudou suas regras na temporada seguinte para permitir que qualquer jogo esgotado com pelo menos 72 horas de antecedência fosse televisionado no mercado anfitrião. 
Este jogo é destaque na série "NFL's Greatest Games" sob o título "17-0".

## Entretenimento
O show pré-jogo foi uma homenagem à Apollo 17, a sexta e última missão a pousar na Lua e a final do Projeto Apollo. O show contou com a banda marcial de Michigan e com a tripulação da Apollo 17.
Mais tarde, o coral da Igreja Little Angels de Chicago tocaram o hino nacional.
O show do intervalo com Woody Herman, The Citrus College Singers e Andy Williams foi intitulado "Happiness Is".

## Resumo do jogo
Com uma temperatura de início de jogo de 29 °C, este é o Super Bowl mais quente até hoje. Um ano após, aconteceu o jogo mais frio do Super Bowl com uma temperatura no início de 4 °C.

### Primeiro quarto
Como no Super Bowl VI, Miami venceu o sorteio e optou por começar recebendo a bola. A maior parte do primeiro quarto foi uma batalha defensiva. 
Depois de dois passes consecutivos do quarterback Bob Griese, ele fez um passe de 28 jardas para o recebedor Howard Twilley. Twilley enganou Pat Fischer, fingindo uma rota para o interior, recebou a bola na linha de cinco jardas e fez o touchdown. O ponto extra de Garo Yepremian deu aos Dolphins uma vantagem de 7-0, com um segundo restante no período.

### Segundo quarto
Com menos de dois minutos para o final,  o linebacker dos Dolphins, Nick Buoniconti, interceptou o passe de Kilmer para Jerry Smith e levou até a linha de 27 jardas de Washington. De lá, Kiick e Csonka correram uma vez cada para três jardas e Griese completou um passe de 19 jardas para o tight end Jim Mandich até a linha de 2 jardas. Duas jogadas depois, Kiick correu uma jarda e fez o touchdown faltando apenas 18 segundos para o final. O ponto extra de Yepremian deu aos Dolphins uma vantagem de 14-0 antes do intervalo.
A defesa de Miami dominou os Redskins no primeiro tempo, limitando Washington a 49 jardas terrestres, 23 jardas passadas e quatro primeiras descidas.

### Terceiro quarto
Os Redskins tiveram mais sucesso ao lençar a bola no segundo tempo. Eles começaram o segundo tempo avançando o meio-campo pela segunda vez no jogo, dirigindo de sua própria linha de 30 jardas para a linha de 17 jardas de Miami em uma campanha de sete jogadas que contou com apenas duas corridas. A campanha de Washington terminou sem pontos após o chute de Curt Knight. 
Mais tarde no período, os Dolphins avançaram até a linha de 5 jardas de Washington após uma corrida de 49 jardas de Csonka, a segunda corrida mais longa na história do Super Bowl na época. No entanto, o defensive back dos Redskins, Brig Owens, interceptou um passe destinado a Fleming na End zone.

### Quarto quarto
Com Miami liderando por 14-0 em 4 jardas da end zone, Shula pediu ao kicker Garo Yepremian para tentar um field goal de 42 jardas no que hoje é lembrado como um dos erros mais famosos no folclore da NFL: "Garo's Gaffe". O chute de Yepremian saiu baixo demais e foi por Bill Brundige. A bola saltou para a direita de Yepremian e ele a alcançou antes de Earl Morrall. Mas em vez de cair em cima da bola, Yepremian fez uma tentativa frenética de passar a bola para Csonka mas a bola escorregou de suas mãos e foi para o ar. Ele tentou golpear a bola para fora de campo, mas ao invés disso, bateu no ar, e a bola foi direto para os braços do cornerback dos Redskins, Mike Bass, que retornou 49 jardas para um touchdown, a primeira recuperação de fumble retornada para um touchdown na história do Super Bowl, para fazer o placar ficar 14-7 até o fim do jogo.
Nos Dolphins, Griese terminou o jogo tendo completado 8 de 11 passes para 88 jardas e um touchdown, com uma interceptação. Csonka foi o líder terrestre do jogo com 15 corridas para 112 jardas. Kiick teve 38 jardas, duas recepções por seis jardas e um touchdown. 
No Washington, Larry Brown correu para 72 jardas em 22 corridas e também teve cinco recepções por 26 jardas. Roy Jefferson foi o melhor recebedor do jogo com cinco recepções para 50 jardas. Washington acumulou quase o número total de jardas (228) de Miami (253).

### Visita atrasada na Casa Branca
Os Dolphins nunca fizeram a tradicional visita pós-jogo à Casa Branca devido ao escândalo de Watergate, mas em agosto de 2013, eles foram a convite de Barack Obama.

### Box score
Super Bowl VI: Washington Redskins 7, Miami Dolphins 14
- Data: 14 de janeiro de 1973
- Horário: 12:49 p.m.
- Temperatura: 29 °C, ensolarado[16]

| \| Quarto \| Tempo \| Campanha \| Campanha \| Campanha \| Time \| Informação \| Resultado \| Resultado \| \| Quarto \| Tempo \| Jogadas \| Jardas \| TDP \| Time \| Informação \| MIA \| WAS \| \| ------------------------------------------ \| ------------------------------------------ \| ------------------------------------------ \| ------------------------------------------ \| ------------------------------------------ \| ------------------------------------------ \| --------------------------------------------------------------------------------------------- \| --------- \| --------- \| \| 1 \| 0:01 \| 6 \| 63 \| 2:54 \| MIA \| Passe de Bob Griese para uma recepção de 28 jardas de Howard Twilley. Garo Yepremian faz o EP \| 7 \| 0 \| \| 2 \| 0:18 \| 5 \| 27 \| 1:33 \| MIA \| Corrida de 1 jardas para o touchdown de Jim Kiick, Yepremian faz o EP \| 14 \| 0 \| \| 4 \| 2:07 \| \| — \| — \| WAS \| Fumble recuperado e retornado 49 jardas para touchdown por Mike Bass, Curt Knight faz o EP \| 14 \| 7 \| \| "TDP" = tempo de posse. "EP" = Extra Point \| "TDP" = tempo de posse. "EP" = Extra Point \| "TDP" = tempo de posse. "EP" = Extra Point \| "TDP" = tempo de posse. "EP" = Extra Point \| "TDP" = tempo de posse. "EP" = Extra Point \| "TDP" = tempo de posse. "EP" = Extra Point \| "TDP" = tempo de posse. "EP" = Extra Point \| 14 \| 7 \| |                                            |                                            |                                            |                                            |                                            |                                                                                               |           |           |
| Quarto | Tempo                                      | Campanha                                   | Campanha                                   | Campanha                                   | Time                                       | Informação                                                                                    | Resultado | Resultado |
| Quarto | Tempo                                      | Jogadas                                    | Jardas                                     | TDP                                        | Time                                       | Informação                                                                                    | MIA       | WAS       |
| 1 | 0:01                                       | 6                                          | 63                                         | 2:54                                       | MIA                                        | Passe de Bob Griese para uma recepção de 28 jardas de Howard Twilley. Garo Yepremian faz o EP | 7         | 0         |
| 2 | 0:18                                       | 5                                          | 27                                         | 1:33                                       | MIA                                        | Corrida de 1 jardas para o touchdown de Jim Kiick, Yepremian faz o EP                         | 14        | 0         |
| 4 | 2:07                                       |                                            | —                                          | —                                          | WAS                                        | Fumble recuperado e retornado 49 jardas para touchdown por Mike Bass, Curt Knight faz o EP    | 14        | 7         |
| "TDP" = tempo de posse. "EP" = Extra Point | "TDP" = tempo de posse. "EP" = Extra Point | "TDP" = tempo de posse. "EP" = Extra Point | "TDP" = tempo de posse. "EP" = Extra Point | "TDP" = tempo de posse. "EP" = Extra Point | "TDP" = tempo de posse. "EP" = Extra Point | "TDP" = tempo de posse. "EP" = Extra Point                                                    | 14        | 7         |

## Estatísticas

### Comparação
|                                   | Miami Dolphins | Washington Redskins |
| --------------------------------- | -------------- | ------------------- |
| Primeira descida                  | 12             | 16                  |
| Corridas para Primeira descida    | 7              | 9                   |
| Passes para Primeira descida      | 5              | 7                   |
| Faltas que deram Primeira descida | 0              | 0                   |
| Eficiência em Terceira descida    | 3/11           | 3/13                |
| Eficiência em Quarta descida      | 0/0            | 0/1                 |
| Jardas corridas                   | 184            | 141                 |
| Tentativas de corridas            | 37             | 36                  |
| Jardas por corrida                | 5.0            | 3.9                 |
| Passes – Completos/Tentativa      | 8/11           | 14/28               |
| Vezes sacado-total de jardas      | 2–19           | 2–17                |
| Interceptações                    | 1              | 3                   |
| Jardas passadas                   | 69             | 87                  |
| Total de jardas                   | 253            | 228                 |
| Punt returnados-total de jardas   | 2–4            | 4–9                 |
| Kickoff returnado-total de jardas | 2–33           | 3–45                |
| Interceptações- total de jardas   | 3–95           | 1–0                 |
| Punts-Jardas por punt             | 7–43.0         | 5–31.2              |
| Fumbles-Perdidos                  | 2–1            | 1–0                 |
| Faltas-total de jardas            | 3–35           | 3–25                |
| Tempo de posse                    | 27:29          | 32:31               |
| Turnovers                         | 2              | 3                   |

### Líderes individuais
| Dolphins passando a bola | Dolphins passando a bola | Dolphins passando a bola | Dolphins passando a bola | Dolphins passando a bola | Dolphins passando a bola |
|                          | C/Ten1                   | Jds                      | TD                       | INT                      | Rating                   |
| ------------------------ | ------------------------ | ------------------------ | ------------------------ | ------------------------ | ------------------------ |
| Bob Griese               | 8/11                     | 88                       | 1                        | 1                        | 88.4                     |
| Dolphins correndo        |                          |                          |                          |                          |                          |
|                          | Cor2                     | Jds                      | TD                       | LG3                      | Jds/Cor                  |
| Larry Csonka             | 15                       | 112                      | 0                        | 49                       | 7.47                     |
| Jim Kiick                | 12                       | 38                       | 1                        | 8                        | 3.17                     |
| Mercury Morris           | 10                       | 34                       | 0                        | 6                        | 3.40                     |
| Dolphins recebendo       |                          |                          |                          |                          |                          |
|                          | Rec4                     | Jds                      | TD                       | LG3                      | Alvos5                   |
| Paul Warfield            | 3                        | 36                       | 0                        | 18                       | 4                        |
| Jim Kiick                | 2                        | 6                        | 0                        | 4                        | 2                        |
| Howard Twilley           | 1                        | 28                       | 1                        | 28                       | 2                        |
| Jim Mandich              | 1                        | 19                       | 0                        | 19                       | 1                        |
| Larry Csonka             | 1                        | –1                       | 0                        | –1                       | 1                        |
| Marv Fleming             | 0                        | 0                        | 0                        | 0                        | 1                        |

| Redskins passando a bola | Redskins passando a bola | Redskins passando a bola | Redskins passando a bola | Redskins passando a bola | Redskins passando a bola |
|                          | C/Ten1                   | Jds                      | TD                       | INT                      | Rating                   |
| ------------------------ | ------------------------ | ------------------------ | ------------------------ | ------------------------ | ------------------------ |
| Billy Kilmer             | 14/28                    | 104                      | 0                        | 3                        | 19.6                     |
| Redskins correndo        |                          |                          |                          |                          |                          |
|                          | Cor2                     | Jds                      | TD                       | LG3                      | Jds/Cor                  |
| Larry Brown              | 22                       | 72                       | 0                        | 11                       | 3.27                     |
| Charley Harraway         | 10                       | 37                       | 0                        | 8                        | 3.70                     |
| Billy Kilmer             | 2                        | 18                       | 0                        | 9                        | 9.00                     |
| Charley Taylor           | 1                        | 8                        | 0                        | 8                        | 8.00                     |
| Jerry Smith              | 1                        | 6                        | 0                        | 6                        | 6.00                     |
| Redskins recebendo       |                          |                          |                          |                          |                          |
|                          | Rec4                     | Jds                      | TD                       | LG3                      | Alvos5                   |
| Roy Jefferson            | 5                        | 50                       | 0                        | 15                       | 6                        |
| Larry Brown              | 5                        | 26                       | 0                        | 12                       | 8                        |
| Charley Taylor           | 2                        | 20                       | 0                        | 15                       | 9                        |
| Jerry Smith              | 1                        | 11                       | 0                        | 11                       | 2                        |
| Charley Harraway         | 1                        | –3                       | 0                        | –3                       | 2                        |
| Clifton McNeil           | 0                        | 0                        | 0                        | 0                        | 1                        |

1Completo/Tentativas 
2Corridas 
3Mais longo ganho de jardas 
4Recepções 
5alvos

## Recordes
Os seguintes recordes foram definidos ou empatados no Super Bowl VII, de acordo com o boxcore oficial da NFL.com e o resumo do jogo do ProFootball reference.com. Alguns registros precisam atender ao número mínimo de tentativas da NFL para serem reconhecidos.
| Recordes de jogadores                                             | Recordes de jogadores | Recordes de jogadores           |
| Recordes terrestres                                               | Recordes terrestres   | Recordes terrestres             |
| ----------------------------------------------------------------- | --------------------- | ------------------------------- |
| Mais jardas, carreira                                             | 152 yds               | Larry Csonka                    |
| Mais longa corrida vindo da linha de scrimmage                    | 49 yards              | Larry Csonka                    |
| Maior ganho médio, carreira (20 tentativas)                       | 6.3 yards (152–24)    | Larry Csonka                    |
| Fumbles                                                           |                       |                                 |
| Mais jardas de retorno de fumble, jogo                            | 49 yards              | Mike Bass (Was)                 |
| Retorno mais longo do fumble                                      | 49 yards              | Mike Bass (Was)                 |
| Retorno mais longo do fumble para touchdown                       | 49 yards              | Mike Bass (Was)                 |
| Mais fumble retornado para touchdown, jogo                        | 1                     | Mike Bass (Was)                 |
| Defesa                                                            |                       |                                 |
| Mais jardas ganha pós-interceptação, jogo                         | 63 yds                | Jake Scott (Mia)                |
| Mais jardas ganha pós-interceptação, carreira                     | 63 yds                | Jake Scott (Mia)                |
| Times especiais                                                   |                       |                                 |
| Mais retornos de kickoff, carreira                                | 6                     | Mercury Morris (Mia)            |
| Mais jardas retornadas de kickoff, carreira                       | 123 yds               | Mercury Morris (Mia)            |
| Recordes empatados                                                |                       |                                 |
| Mais interceptações lançadas, jogo                                | 3                     | Billy Kilmer (Was)              |
| Mais interceptações feitas, jogo                                  | 2                     | Jake Scott                      |
| Mais fumbles, jogo Mais fumbles, carreira                         | 1                     | Larry Brown (Was)               |
| Mais fumbles, jogo Mais fumbles, carreira                         | 1                     | Garo Yepremian (Mia) Jake Scott |
| Mais fumbles recuperados, jogo Mais fumbles recuperados, carreira | 1                     | Mike Bass (Was)                 |
| Mais fumbles recuperados, jogo Mais fumbles recuperados, carreira | 1                     | Dick Anderson (Mia)             |

## Titulares
| ‡ | Hall da Fama |
| - | ------------ |

| Miami            | Posição | Washington       |
| ---------------- | ------- | ---------------- |
| Ataque           |         |                  |
| Paul Warfield‡   | WR      | Charley Taylor‡  |
| Wayne Moore      | LT      | Terry Hermeling  |
| Bob Kuechenberg  | LG      | Paul Laaveg      |
| Jim Langer‡      | C       | Len Hauss        |
| Larry Little‡    | RG      | John Wilbur      |
| Norm Evans       | RT      | Walt Rock        |
| Marv Fleming     | TE      | Jerry Smith      |
| Howard Twilley   | WR      | Roy Jefferson    |
| Bob Griese‡      | QB      | Billy Kilmer     |
| Larry Csonka‡    | FB      | Charley Harraway |
| Jim Kiick        | RB      | Larry Brown      |
| Defesa           |         |                  |
| Vern Den Herder  | LE      | Ron McDole       |
| Manny Fernandez  | LT      | Bill Brundige    |
| Bob Heinz        | RT      | Diron Talbert    |
| Bill Stanfill    | RE      | Verlon Biggs     |
| Doug Swift       | LLB     | Jack Pardee      |
| Nick Buoniconti‡ | MLB     | Myron Pottios    |
| Mike Kolen       | RLB     | Chris Hanburger‡ |
| Lloyd Mumphord   | LCB     | Pat Fischer      |
| Curtis Johnson   | RCB     | Mike Bass        |
| Dick Anderson    | LS      | Brig Owens       |
| Jake Scott       | RS      | Roosevelt Taylor |

## Juízes
- Juiz: Tom Bell #7 - Segundo Super Bowl (III)
- Árbitro: Lou Palazzi #51 - Segundo Super Bowl (IV)
- Juiz de linha: Tony Veteri Sr. #36 - Segundo Super Bowl (II)
- Juiz de linha: Bruce Alford #24 - Segundo Super Bowl (II)
- Juiz do fundo: Tom Kelleher #25 - Segundo Super Bowl (IV)
- Juiz de Campo: Tony Skover #50 - Primeiro Super Bowl
- Juiz reserva: Fred Silva #81 -  Primeiro Super Bowl, trabalhou no Super Bowl I como juiz de linha
- Árbitro reserva: Walt Parker #41 - segundo Super Bowl (III), primeiro como reserva[20]

Nota: Um sistema de sete oficiais não foi utilizado até 1978

## Pós-jogo
Manny Fernandez foi um forte candidato ao Prêmio de MVP. Escreveu Nick Buoniconti: "Foi o jogo da sua vida - na verdade, foi o jogo mais dominante de um jogador defensivo na história do jogo e nunca lhe foi dado muito crédito por isso. Eles deveriam ter feito Manny Fernandez o co-MVP com Jake Scott". Larry Csonka também disse que achava que Fernandez deveria ter sido o MVP. O MVP foi selecionado por Dick Schaap, editor da revista SPORT. Schaap admitiu mais tarde que ele tinha saído tarde na noite anterior, lutou para assistir ao jogo dominado pela defesa e não estava ciente de que Fernandez teve 17 tackles.
Garo Yepremian ficaria tão traumatizado por sua tentativa fracassada de field goal que ele teve que ser ajudado na festa pós-jogo por seu irmão por causa de uma dor aguda causada pelo estresse em seu lado direito. Deprimido, ele passou duas semanas em reclusão até que ele foi animado por uma carta, aparentemente de Shula, elogiando-o por suas contribuições para a equipe e pedindo-lhe para ignorar as críticas. Yepremian manteve a carta e mencionou para Shula em 2000, mas Shula não tinha conhecimento disso. Eles concluíram que a carta foi realmente escrita pela esposa de Shula, Dorothy, que morreu de câncer de mama em 1991. No entanto, "Garo's Gaffe" tornou Yepremian famoso e levou a palestras e endossos. "Tem sido uma bênção", diz Yepremian.
As mesmas equipes se encontraram 10 anos depois no Super Bowl XVII, que também foi disputado na área de Los Angeles mas dessa vez no Rose Bowl, em Pasadena. Os Redskins venceram esse jogo por 27-17. Dois jogadores da equipe invicta de Miami, Bob Kuechenberg e Vern Den Herder, ainda estavam ativos durante a temporada de 1982. Os Redskins não tinham jogadores restantes do Super Bowl VII.
O linebacker e capitão defensivo dos Redskins, Jack Pardee, se aposentou imediatamente após este jogo, terminando uma carreira de 16 anos. Ele treinou o Chicago Bears por três temporadas (1975-77) antes de suceder Allen como técnico dos Redskins em 1978. Pardee foi demitido após uma campanha de 6-10 em 1980 e foi substituído por Joe Gibbs, que liderou os Redskins para três títulos do Super Bowl (XVII, XXII, XXVI) e 171 vitórias. Pardee depois treinou o Houston Oilers por quatro temporadas e meia (1990-94).

O Miami Dolphins se tornou o segundo time a vencer o Super Bowl depois de perdê-lo no ano anterior. Eles são a última equipe a fazê-lo até o New England Patriots no Super Bowl LIII.